# 줄리 애쉬톤

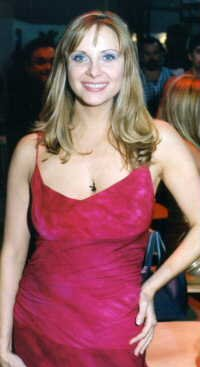
줄리 애쉬톤

줄리 애쉬톤(Julie Ashton, 1969년 10월 5일 ~ )은 미국의 여자 포르노 배우이다. 콜로라도스프링스 출신.